# Hull (cràter)
|  | No s'ha de confondre amb Hell (cràter) o Hill (cràter). |

Hull és un cràter d'impacte en el planeta Venus de 47,3 km de diàmetre. Porta el nom de Peggy Hull (1889-1967), periodista i corresponsal de guerra estatunidenca, i el seu nom va ser aprovat per la Unió Astronòmica Internacional el 1994.